# Celso Guity
Celso Dredy Guity Nunes (7 agosto 1955 – Miami, 12 febbraio 2021) è stato un calciatore honduregno, di ruolo attaccante.
È stato convocato nella propria nazionale per i Campionati mondiali 1982 in Spagna, senza tuttavia mai scendere in campo.
È morto nel 2021 negli Stati Uniti, dove si era trasferito al termine della carriera agonistica, per un tumore osseo.